# Chirixalus doriae
Chirixalus doriae là một loài ếch trong họ Rhacophoridae.
Nó được tìm thấy ở Campuchia, Trung Quốc, Ấn Độ, Lào, Myanma, Thái Lan, và Việt Nam.
Các môi trường sống tự nhiên của chúng là các khu rừng ẩm ướt đất thấp nhiệt đới hoặc cận nhiệt đới, các khu rừng vùng núi ẩm nhiệt đới hoặc cận nhiệt đới, vùng đất ẩm có cây bụi nhiệt đới hoặc cận nhiệt đới, đầm nước, đầm nước ngọt, đầm nước ngọt có nước theo mùa, ao, đất có tưới tiêu, và đất nông nghiệp có lụt theo mùa. Loài này đang bị đe dọa do mất môi trường sống.